# Lotus 78
O 78 é o modelo da Lotus das temporadas de 1977 e 1978 da Fórmula 1. Condutores: Mario Andretti, Gunnar Nilsson, Ronnie Peterson e Hector Rebaque. O modelo foi projetado por Colin Chapman, que efetivamente introduziu o chamado carro-asa, que se utilizava do efeito solo, trazendo grande estabilidade em comparação com os carros de outras equipes, levando assim, à conquista do ultimo título de pilotos e de construtores da Lotus na F1, pelas mãos de Mario Andretti em 1978.
Na temporada seguinte, de 1979, a Lotus, já com um modelo atualizado, viu quase todas equipes de ponta apresentarem carros com efeito solo, inspirados na revolução e na grande vantagem que o 78 e seu efeito solo, tivera sobre os demais.

## Resultados[1][2]
(legenda) (em negrito indica pole position e itálico volta mais rápida)
| Ano  | Chassi | Motor                | Pneus | N° | Pilotos         | 1   | 2   | 3   | 4   | 5   | 6   | 7   | 8   | 9   | 10  | 11  | 12  | 13  | 14  | 15  | 16  | 17  | Pontos    | Posição |  |
| ---- | ------ | -------------------- | ----- | -- | --------------- | --- | --- | --- | --- | --- | --- | --- | --- | --- | --- | --- | --- | --- | --- | --- | --- | --- | --------- | ------- |  |
|      |        |                      |       |    |                 |     |     |     |     |     |     |     |     |     |     |     |     |     |     |     |     |     |           |         |  |
|      |        |                      |       |    |                 | ARG | BRA | RSA | USW | ESP | MON | BEL | SWE | FRA | GBR | GER | AUT | NED | ITA | USA | CAN | JPN |           |         |  |
| 1977 | 78     | Ford Cosworth DFV V8 | G     | 5  | Mario Andretti  | 5   | Ret | Ret | 1   | 1   | 5   | Ret | 6   | 1   | 14  | Ret | Ret | Ret | 1   | 2   | 9   | Ret | 62        | 2°      |  |
| 1977 | 78     | Ford Cosworth DFV V8 | G     | 6  | Gunnar Nilsson  | DNS | 5   | 12  | 8   | 5   | Ret | 1   | 19  | 4   | 3   | Ret | Ret | Ret | Ret | Ret | Ret | Ret | 62        | 2°      |  |
|      |        |                      |       |    |                 |     |     |     |     |     |     |     |     |     |     |     |     |     |     |     |     |     |           |         |  |
|      |        |                      |       |    |                 | ARG | BRA | RSA | USW | MON | BEL | ESP | SWE | FRA | GBR | GER | AUT | NED | ITA | USA | CAN |     |           |         |  |
| 1978 | 78     | Ford Cosworth DFV V8 | G     | 5  | Mario Andretti  | 1   | 4   | 7   | 2   | 11  | 1   |     |     |     |     |     |     |     |     |     |     |     | 272 (86)* | 1°      |  |
| 1978 | 78     | Ford Cosworth DFV V8 | G     | 6  | Ronnie Peterson | 5   | Ret | 1   | 4   | Ret | 2   |     |     |     |     |     |     |     | Ret |     |     |     | 272 (86)* | 1°      |  |

* Campeão da temporada.
↑1  Venceu o GP da Bélgica utilizando o chassi 79.
↑2  O restante do campeonato utilizou o chassi 79 marcando 59 pontos (86 válidos).